# Ciblage assisté par l'IA dans la bande de Gaza
Dans le cadre de la guerre entre Israël et le Hamas, les forces de défense israéliennes (FDI) utilisent l'intelligence artificielle pour déterminer/générer rapidement et automatiquement des centaines de cibles par jour dans ses bombardements à Gaza. Israël a considérablement étendu ses bombardements sur ce territoire, qui, lors des guerres précédentes, avaient été limités par le manque de cibles de l'armée de l'air israélienne.
Ces outils incluent Évangile, une IA qui examine automatiquement les données de surveillance à la recherche de bâtiments, d'équipements et de personnes soupçonnées d'appartenir à l'ennemi et, une fois trouvées, recommande des cibles de bombardement à un analyste humain qui peut alors décider de les transmettre ou non au terrain. Un autre exemple est Lavender, une « base de données alimentée par l'IA » qui répertorie des dizaines de milliers d'hommes palestiniens liés par l'IA au Hamas ou au Jihad islamique palestinien, et qui est également utilisée pour la recommandation de cibles.
Les critiques pointent l’utilisation de ces outils mettant la vie des civils en danger, brouille les responsabilités et entraîne une violence militairement disproportionnée en violation du droit international humanitaire.
Selon les experts de l'ONU, l'utilisation de l'IA entraînant la destruction systématique et généralisée des logements, des services et des infrastructures civiles constitue un crime contre l'humanité, des crimes de guerre et actes de génocide.

## Évangile
L'armée de l'air israélienne utilise un système d'IA baptisé « Habsora » (« Évangile » en français), pour déterminer quelles cibles bombarder. Il fournit automatiquement une recommandation de ciblage à un analyste humain,, qui décide de la transmettre ou non aux soldats sur le terrain. Les recommandations peuvent aller de combattants individuels, de l'artillerie, de postes de commandement du Hamas, aux maisons privées de membres présumés du Hamas ou du Jihad islamique.
L’IA peut traiter les informations beaucoup plus rapidement que les humains,. Selon le lieutenant général à la retraite Aviv Kokhavi (chef de Tsahal jusqu’en 2023), le système pourra générer 100 cibles à Gaza par jour, avec des recommandations en temps réel sur celles à attaquer, alors que les analystes humains peuvent en générer 50 par an. Un conférencier interrogé par NPR estime ces chiffres à 50 à 100 cibles en 300 jours pour 20 agents du renseignement, et à 200 cibles en 10 à 12 jours pour Évangile.

### Contexte technologique
Les intelligences artificielles, malgré leur nom, ne sont pas capables de pensée ou de conscience. Il s’agit plutôt de machines développées pour automatiser les tâches que les humains accomplissent avec intelligence par d’autres moyens. Évangile utilise l'apprentissage automatique, où une IA est chargée d'identifier les points communs dans de grandes quantités de données (par exemple, des analyses de tissus cancéreux, des photos d'une expression faciale, la surveillance des membres du Hamas identifiés par des analystes humains), puis recherche ces points communs dans le nouveau système.
On ne sait pas quelles informations Évangile utilise, mais on pense que celui-ci combine des données de surveillance provenant de diverses sources en quantités énormes.
Les recommandations sont basées sur la correspondance de modèles. Une personne présentant suffisamment de similitudes avec d’autres personnes qualifiées de combattants ennemis peut être elle-même qualifiée de combattant.
Concernant l'adéquation des IA à cette tâche, NPR cite Heidy Khlaaf, directrice de l'ingénierie de AI Assurance chez la société de sécurité technologique Trail of Bits, citant : « les algorithmes d'IA sont notoirement défectueux avec des taux d'erreur élevés observés dans les applications et nécessitent précision, exactitude et sécurité. » Bianca Baggiarini, maître de conférences au Centre d'études stratégiques et de défense de l'Université nationale australienne, écrit que les IA sont « plus efficaces dans des environnements prévisibles où les concepts sont objectifs, raisonnablement stables et cohérents en interne ». Elle compare cela à la différence entre un combattant et un non-combattant, ce que même les humains ne peuvent souvent pas faire.
Khlaaf poursuit en soulignant que les décisions d'un tel système dépendent entièrement des données sur lesquelles il est formé, et ne sont pas basées sur un raisonnement, des preuves factuelles ou un lien de causalité, mais uniquement sur une probabilité statistique.

### Opération
L’IAF a manqué de cibles lors de la guerre de 2014 et de la crise de 2021. Dans une interview sur France 24, le journaliste d'investigation Yuval Abraham du +972 Magazine déclare que pour maintenir la pression militaire, et en raison de la pression politique pour continuer la guerre, les militaires bombardaient deux fois les mêmes endroits. Depuis, l’intégration des outils d’IA a considérablement accéléré la sélection des cibles. Début novembre, selon l'armée israélienne, plus de 12 000 cibles à Gaza ont été identifiées par la division d'administration des cibles utilisant l'outil Évangile. Le nombre de cible attaquées par l'IA demeure inconnu écrit NPR le 14 décembre ; alors que l'armée israélienne déclare frapper actuellement jusqu'à 250 cibles par jour. Les bombardements se sont également intensifiés à un rythme étonnant selon l’article du 14 décembre: l’armée israélienne estime à l’époque avoir frappé plus de 22 000 cibles à l’intérieur de Gaza, soit un rythme quotidien ayant plus que doublé par rapport aux bombardements du conflit de 2021. Plus de 3 500 cibles ont été générées depuis la fin de la trêve entre Israël et le Hamas le 1er décembre. Au début de l'offensive, selon le chef de l'armée de l'air, ses forces ont frappé uniquement des cibles militaires.
Une fois qu'une recommandation est acceptée, une autre IA, Fire Factory, réduit la planification de l'attaque de quelques heures à quelques minutes en calculant les charges de munitions, en hiérarchisant et en attribuant des cibles aux avions et aux drones, et en proposant un planning, selon un article de Bloomberg d’avant-guerre qui décrivait ces outils d’IA comme étant adaptés à une confrontation militaire et à une guerre par procuration avec l’Iran.
Un changement est noté par The Guardian : depuis la disparition des hauts dirigeants du Hamas dans les tunnels de combat au début de l'offensive israélienne, des systèmes tels qu'Évangile ont permis à Tsahal de localiser et d’attaquer un groupe beaucoup plus important de membres du Hamas plus jeunes. Il cite un responsable ayant travaillé sur les décisions de ciblage lors d'opérations précédentes à Gaza : « alors que les domiciles des nouveaux membres du Hamas étaient ignorées par les bombardements auparavant, les sites des membres présumés du Hamas sont désormais ciblées quel que soit leur rang. » Cela permet de systématiser le largage d'une bombe de 2 000 livres dans une maison pour éliminer une cible et ceux l'entourant, action déjà faite pour un très petit groupe de hauts responsables du Hamas. NPR cite un rapport du magazine d’information qui dénonce un système utilisé pour générer des cibles pour permettre aux forces militaires israéliennes de bombarder Gaza à un rythme effréné, punissant la population palestinienne en général. Le nombre de cibles générées par la seule IA demeure inconnu, mais face à l'augmentation substantielle des objectifs, le bilan civil s'avère extrêmement lourd.
En principe, la combinaison de la vitesse d'un ordinateur pour identifier les opportunités et du jugement humain pour les évaluer peut permettre des attaques plus précises et moins de victimes civiles. L’armée et les médias israéliens soulignent la minimisation des dommages causés aux non-combattants,. Richard Moyes, chercheur et responsable de l'ONG Article 36, pointe « l'aplatissement généralisé d'une zone urbaine avec des armes explosives lourdes » pour remettre en question ces affirmations, tandis que Lucy Suchman, professeur émérite à l'université de Lancaster, cette stratégie « vise à dévaster au maximum la bande de Gaza ».
Selon The Guardian, lorsqu'une frappe est autorisée sur les maisons privées de personnes identifiées (membres du Hamas ou du Jihad islamique par exemple), les chercheurs ciblés connaissent à l'avance le nombre attendu de civils tués, chaque cible dispose d'un dossier contenant un résultat de dommages collatéraux stipulant combien de civils sont susceptibles d'être tués dans une frappe, et selon une source militaire israélienne de haut rang, les agents utilisent une mesure « très précise » du taux de civils évacuant un bâtiment peu de temps avant une frappe. « Nous utilisons un algorithme pour évaluer le nombre de civils restants. Cela nous donne du vert, du jaune, du rouge, comme un feu de circulation. »

#### Utilisation en 2021
Selon Kohavi, depuis la mise en service d'Évangile depuis le conflit de mai 2021, l'IA génère 100 cibles par jour, dont la moitié fut attaquée, contre 50 cibles à Gaza par an auparavant. Environ 200 cibles proviennent d'Évangile sur les 1 500 cibles qu'Israël a frappées à Gaza pendant la guerre, y compris des cibles fixes et mobiles selon l'armée.
Le rapport après action de l'Institut juif pour la sécurité nationale d'Amérique pointe un problème, déclarant, page 31, que le système dispose de données sur ce qui caractérise une cible, mais en manque sur ce qui ne la caractérise pas. Le système dépend entièrement des données d'entraînement et les informations que les analystes humains ont examinées et considérées comme ne constituant pas une cible ont été rejetées, risquant ainsi un biais algorithmique. Le vice-président exprime l'espoir d'une correction de cette situation depuis.

### Organisation
Évangile est utilisé par la division d'administration des cibles de l'armée (ou Direction des cibles ou Direction du ciblage), créée en 2019 au sein de la direction du renseignement de Tsahal pour faire face au manque de cibles à bombarder par l'armée de l'air,. En plus de son rôle en temps de guerre, l'IA a aidé l'armée israélienne dans la constitution d'une base de données de 30 000 à 40 000 combattants présumés ces dernières années, ces systèmes ayant joué un rôle essentiel dans la constitution de listes d'individus destinés à être éliminés.
Évangile a été développé par l'unité 8200 du corps de renseignement israélien (en).

## Lavender
The Guardian définit Lavender comme une base de données alimentée par l'IA, selon les témoignages de six agents du renseignement donnés au +972 Magazine/ Local Call et partagés avec The Guardian. Selon ces hommes, Lavender a joué un rôle central dans la guerre, traitant rapidement les données pour identifier les combattants potentiels à cibler, énumérant à un moment donné jusqu'à 37 000 palestiniens liés au Hamas ou au JIP. Les détails de l'opération de Lavender ou la manière dont elle parvient à ses conclusions ne sont pas inclus dans les comptes publiés par +972/ Local Call, mais d'après un échantillon, la liste aurait un taux d'exactitude de 90 %, l'armée israélienne approuvant alors l'utilisation massive de Lavender pour la recommandation de cibles. Selon les officiers, le système est utilisé parallèlement à Évangile, qui ciblait des bâtiments et structures plutôt que des individus.
Citant plusieurs sources, lors des guerres précédentes, l'identification d'une personne comme cible légitime était discutée puis approuvée par un conseiller juridique, et qu'après l'attaque du 7-Octobre, le processus s'est considérablement accéléré, des pressions ont été exercées pour obtenir davantage d'objectifs. Pour répondre à la demande, Tsahal en est venu à s’appuyer fortement sur Lavender pour constituer une base de données d’individus rassemblant les caractéristiques d’un combattant du JIP ou du Hamas.
Selon Tsahal, certaines des affirmations présentées sont sans fondement tandis que d'autres reflètent une mauvaise compréhension des directives de l'armée et du droit international, l'armée de l'État d'Israël n'utilise pas de système d'IA identifiant des terroristes présumés. Les systèmes d'information ne représentent qu'un outil parmi d'autres et permet aux analystes à rassembler et à analyser de manière optimale des renseignements provenant de diverses sources pour le processus d'identification de cibles militaires, et selon les directives de Tsahal, les analystes doivent mener des examens indépendants pour vérifier si les cibles répondent aux définitions pertinentes conformément au droit international et aux restrictions supplémentaires des directives de Tsahal.
Le communiqué poursuit en précisant que le « système » en question n'est pas un système, ni une liste d'agents militaires confirmés éligibles pour attaquer, mais seulement une base de données permettant de croiser les sources de renseignements afin de mettre à jour des informations sur les militaires des organisations terroristes.

## Programme “Where’s Daddy?”
Le programme fonctionne en complément du programme Lavender. Il permet de suivre les cibles via un système de géolocalisation qui sont listées par le programme Lavender et informe les forces israéliennes de leur retour chez elles avec leurs familles. Le systèmes de ciblage, combinés à une politique de bombardement de l'armée israélienne, ont conduit à « l'extermination de familles palestiniennes entières à l'intérieur de leurs maisons et des bâtiments à proximité », explique Yuval Abraham, un journaliste israélien qui a dévoilé l'affaire,.
+972 et Local Call ont expliqué qu'il y avait parfois un laps de temps important entre le moment où des systèmes de suivi alertent un officier qu'une cible était entrée dans sa maison, et le bombardement lui-même. Ce qui a entraîné la mort de familles entières, même sans atteindre la cible de l'armée. « Il m'est arrivé plusieurs fois d'attaquer une maison, mais la personne n'était même pas chez elle », a déclaré une source de l'armée israélienne. « Le résultat est que vous avez tué une famille sans raison,. »

## Ramifications éthiques et juridiques
Les experts en éthique, en IA et en droit international humanitaire critiquent l’utilisation de tels systèmes d’IA sur des bases éthiques et juridiques, arguant qu’ils violent les principes fondamentaux du droit international humanitaire, tels que la nécessité militaire, la proportionnalité et la distinction entre combattants et civils.

### Allégations de bombardements de maisons
The Guardian cite les témoignages des agents du renseignement publiés par +972 et Local Call selon lesquels les hommes palestiniens liés à la branche militaire du Hamas sont considérés comme des cibles potentielles quel que soit leur rang ou leur importance; les membres de bas rang du Hamas et du Jihad islamique palestinien seront préférentiellement ciblés chez eux, le système ayant été conçu pour ce type de situations, où il est beaucoup plus simple de mener une attaque. Les attaques contre des combattants de bas rang sont généralement menées avec bombe non guidée, détruisant des maisons entières et tuant la totalité des habitants. Un gaspillage de bombes coûteuses et complexes contre des individus « sans importance » n'est pas une option viable, d'après le journal. Selon des experts anonymes du conflit, l'utilisation de ce type de bombes non guidées pour raser les maisons de milliers de Palestiniens — potentiellement liés à des groupes combattants à Gaza d'après l'IA — peut expliquer le nombre de morts élevé de la guerre.
Tsahal répond à la publication des témoignages en comparant le Hamas : contrairement à l'organisation, « elle est attachée au droit international et ne frappe uniquement des cibles militaires et des agents militaires, le fait conformément à la proportionnalité et aux précautions, examine et enquête en profondeur sur les exceptions ou accidents; un membre d'un groupe armé organisé ou un participant direct aux hostilités est une cible légale en vertu du droit international humanitaire et de la politique de tous les pays respectueux du droit; l'armée déploie divers efforts pour réduire les dommages causés aux civils dans la mesure du possible dans les circonstances opérationnelles régnant au moment de la frappe ; les analystes choisissent la munition appropriée en fonction de considérations opérationnelles et humanitaires ; les munitions aériennes sans kit de guidage de précision intégré constituent l'armement standard des militaires développés ; les systèmes embarqués à bord des avions, utilisés par des pilotes qualifiés, garantissent une haute précision de ces armes ; et la nette majorité des munitions qu'elle utilise sont à guidage de précision ».

### Allégations de limites programmés de pertes collatérales civiles
Selon les témoignages, Tsahal a imposé des limites programmés au nombre de pertes collatérales civiles pour un combattant du Hamas éliminé. Ce nombre serait supérieur à 100 civils tués pour les hauts responsables du Hamas ; cela est calculé en fonction du grade du combattant (commandant de brigade, commandant de bataillon, etc). Selon l'un des officiers, ce nombre atteint 15 civils pour les combattants subalternes, contre cinq aujourd'hui. Un autre dénonce jusqu'à 20 civils non impliqués pour une seule cible, quels que soient son grade, son importance militaire ou son âge. Les experts en droit international humanitaire ont exprimé leur inquiétude.
La réponse de Tsahal indique que ses procédures nécessitent d'évaluer l'avantage militaire anticipé et les dommages collatéraux pour chaque cible, que ces évaluations sont faites individuellement, et non catégoriquement. L'armée ne mènerait pas de frappes lorsque les dommages collatéraux s'avèrent excessifs par rapport à l'avantage militaire, Tsahal rejetant catégoriquement toute affirmation concernant toute politique visant à tuer des dizaines de milliers d'habitants dans leurs maisons.

### Limites de l'examen humain
The Guardian cite Moyes : « un commandant ayant remis une liste de cibles générée par ordinateur ne sait peut-être pas comment la liste a été générée ou n'est pas en mesure de remettre en question les recommandations de ciblage, et risque de perdre la capacité de prendre en compte de manière significative le risque de préjudice pour les civils ».
Selon la journaliste Élise Vincent du Monde, les armes automatisées sont divisées en systèmes entièrement automatisés (difficilement trouvable sur le marché) et en armes létales autonomes, permettant en principe un contrôle humain, cela permet à Israël de prétendre qu'Évangile représente le recours à la force le plus approprié. Elle cite Laure de Roucy-Rochegonde, chercheuse à l'Institut français des relations internationales, qui affirme que la guerre pourra rendre obsolètes ces catégories floues et revigorer une définition réglementaire plus stricte, un contrôle humain significatif, que les militants des droits de l'homme, y compris l'Article 36, ont tenté de préconiser. Le type d'algorithme utilisé par l'armée israélienne est inconnu, de même que les données agrégées, ce qui ne poserait pas de problème si cela ne conduisait pas à une décision de vie ou de mort.

### Diligence
Selon le Dr Marta Bo, chercheuse à l'Institut international de recherche sur la paix de Stockholm, les humains impliqués dans la boucle risquent un « biais d'automatisation » : une dépendance excessive à l'égard des systèmes, donnant à ces systèmes trop d'influence sur les décisions qui doivent être prises par humains.
L'énorme volume de cibles exerce probablement une pression sur les évaluateurs humains. Lucy Suchman note : « face à ce type d'accélération, ces évaluations deviennent de plus en plus limitées en termes de type de jugement que les gens peuvent réellement exercer. » D'après Tal Mimran, professeur à l'université hébraïque de Jérusalem ayant déjà travaillé avec le gouvernement sur le ciblage, la pression rendra les analystes plus susceptibles d'accepter les recommandations de ciblage de l'IA, ceux-ci pourraient être tentés de se faciliter la vie en suivant les recommandations de la machine, entraînant possiblement un « nouveau type de problèmes inédits » si la machine identifie systématiquement mal les cibles.

### Responsabilité
Khlaaf souligne la difficulté de recherche de responsabilité en cas d'implication des IA. Les humains conservent leur culpabilité, mais comment déterminer le responsable si le système de ciblage échoue, et est-il possible de relier cet échec à une erreur commise par une seule personne ? L'article de NPR poursuit : « Est-ce l'analyste qui a accepté la recommandation de l'IA ? Les programmeurs ayant créé le système ? Les agents du renseignement ayant rassemblé les données de formation ? »

### Condamnation de l’ONU
Les révélations choquantes sur l'utilisation de systèmes d'IA par l'armée israélienne, tels que «Gospel», «Lavender» et «Where's Daddy?», combinées à une moindre diligence humaine pour éviter ou minimiser les pertes civiles et les infrastructures, contribueraient à expliquer l’ampleur du nombre de morts et de destructions d’habitations à Gaza », ont déclaré les experts.
Plus de 15 000 morts, soit près de la moitié de tous les décès civils jusqu’à présent, ont eu lieu au cours des six premières semaines après le 7 octobre, lorsque les systèmes d’IA semblent avoir été largement utilisés pour la sélection des cibles.
Entre 60 et 70 % de toutes les maisons à Gaza, et jusqu'à 84 % des maisons dans le nord de Gaza, sont soit entièrement détruites, soit partiellement endommagées.
Selon les experts, le nombre de personnes tuées depuis s'élève à plus de 33 000 personnes tuées (dont 12 000 enfants et 8 000 femmes) et à 70 000 blessées, avec 1,7 million (75 % des habitants de Gaza) de personnes déplacées,,.

## Réactions
Le secrétaire général des Nations Unies, António Guterres, se dit « profondément troublé » par les informations faisant état de l'utilisation de l'intelligence artificielle par Israël dans sa campagne militaire à Gaza ; pour lui, « cette pratique met les civils en danger et brouille les responsabilités ». S'exprimant à propos du système Lavender, Marc Owen Jones, professeur à l'université Hamad ben Khalifa (en), déclare : « Soyons clairs : il s'agit d'un génocide assisté par l'IA, et à l'avenir, il faudra appeler à un moratoire sur l'utilisation de l'IA dans la guerre ». Selon Ben Saul (en), rapporteur spécial des Nations Unies, si les informations sur l'utilisation de l'IA par Israël s'avèrent exactes, alors « de nombreuses frappes israéliennes à Gaza pourraient constituer des crimes de guerre consistant à lancer des attaques disproportionnées. » Ramesh Srinivasan, professeur à l'UCLA, déclare : « Les grandes entreprises technologiques américaines sont en fait alignées sur de nombreuses actions de l'armée israélienne. L'utilisation de systèmes d'IA dans la guerre indique un manque de respect de la part de l'État israélien. Tout le monde sait que ces systèmes d’IA feront des erreurs. »